# 奥芬贝格
奥芬贝格是德国巴伐利亚州的一个市镇。总面积23.76平方公里，总人口為3,263人，其中男性有1,618人，女性有1,645人（2011年12月31日），人口密度137人/平方公里。